# Teresa Carpio Villegas
Teresa Carpio Villegas (n. Lima 18 de julio de 1970). Es una destacada abogada especialista en los Derechos del niño. Es la actual Directora de Save the Children Perú. Ha desempeñado una notable labor en la difusión y en el desarrollo de proyectos de apoyo y protección de la infancia.

## Publicaciones
- Situación de la infancia en el Perú y acciones para fortalecer sus derechos. Lima: Revista Tarea, No. 74, 2010. 2-7p.

- Dialogando con los niños y las niñas. Lima: Revista Tarea, 1998. 40 p.